# Solid-phase microextraction

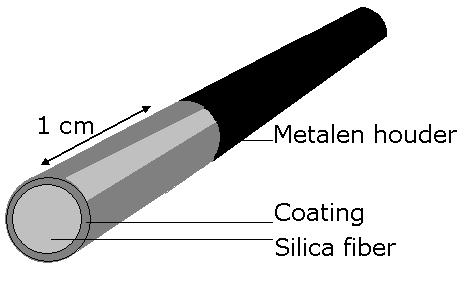
SPME-vezel (schematisch)

Solid-phase microextraction, afgekort SPME, is een methode die vooral wordt gebruikt voor het bemonsteren van vluchtige organische componenten in water.
De methode werd in 1989 geïntroduceerd door Belardi en Pawliszyn. In 1990 werd het eerste ontwerp voor een SPME-instrument gepresenteerd. Het is een instrument dat gecombineerd wordt met vloeistofchromatografie (HPLC) of gaschromatografie (GC).
Wanneer stoffen in water gemeten moeten worden met HPLC of GC dient het monster eerst voorbewerkt te worden. Met behulp van bijvoorbeeld extractie kan de te bepalen stof uit de matrix worden gehaald en overgebracht worden naar een geschikt oplosmiddel. Vervolgens kan het monster geïnjecteerd worden in de HPLC of GC.
Een SPME-vezel kan deze stappen in een keer uitvoeren. Een SPME-vezel is gecoat met een dun laagje vloeibaar polymeer. Dit polymeer absorbeert componenten uit het water. In de HPLC of GC desorberen de componenten weer door hoge temperaturen. Het grote voordeel is dat alle geëxtraheerde stoffen, zonder verliezen, direct in de HPLC of GC terechtkomen. Daarnaast komen er geen dure en milieuverontreinigende oplosmiddelen aan te pas.